# Kyle Kaiser

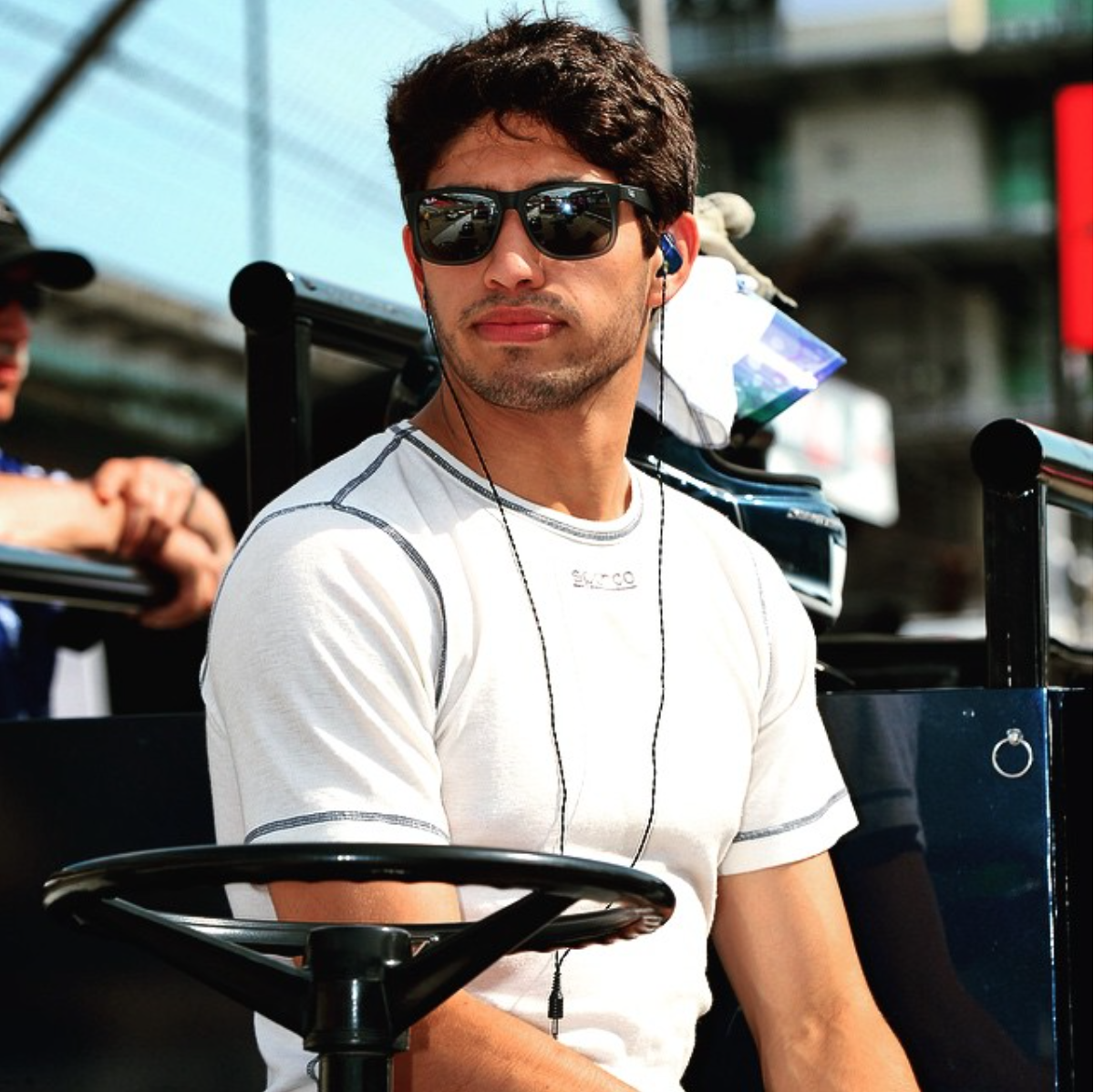
Kyle Kaiser

Kyle Kaiser (Santa Clara, 5 maart 1996) is een Amerikaans autocoureur.

## Carrière
Kaiser begon zijn autosportcarrière op zevenjarige leeftijd in het karting en reed hier onder andere in de International Kart Federation, de IKF Regional Race Series, de 2-Cycle Sprint Grand Nationals, en de 2-Cyle Sprint Grand Nationals. In 2009 won hij de 3 uursrace tijdens het Karting Enduro op de Infinion Raceway. Dat jaar stapte hij ook over naar het formuleracing, waarbij hij rookie van het jaar werd in de Western Region Skip Barber Racing School door als tweede in het kampioenschap te eindigen. Na een derde plaats in het seizoen 2010-2011 stapte hij in 2012 over naar de Pro Mazda-klasse van de Formula Car Challenge, waarbij hij voor het team World Speed Motorsports kampioen werd met acht overwinningen en drie andere podiumplaatsen uit veertien races.
Kaiser maakte zijn professionele autosportdebuut in september 2012 in het Star Mazda Championship voor hetzelfde team tijdens het raceweekend op Laguna Seca, voordat hij in 2013 fulltime overstapte naar dit kampioenschap en als zevende in het kampioenschap eindigde. In 2014 bleef hij actief in het kampioenschap, maar stapte over naar het team Juncos Racing. Hij behaalde drie podiumplaatsen voordat hij tijdens het laatste raceweekend op de Sonoma Raceway zijn eerste overwinning in het kampioenschap behaalde, waardoor hij zesde in de eindstand werd.
In 2015 stapt Kaiser over naar de Indy Lights, waarin hij voor Juncos Racing blijft rijden.